# Tanea
Tanea là một chi ốc biển, là động vật thân mềm chân bụng sống ở biển trong họ Naticidae.

## Các loài
Các loài thuộc chi Tanea bao gồm:
- Tanea acinonyx (tháng 3-Marchad, 1956)
- Tanea aerolata (Récluz, 1844)
- Tanea euzona (Récluz, 1844)
- Tanea hilaris (G.B.Sowerby III, 1914)
- Tanea tenuipicta (Kuroda, 1961)
- Tanea undulata (Röding, P.F., 1798)
- Tanea zelandica (Quoy và Gaimard, 1832

Cơ sở dữ liệu Indo-Pacific Molluscan cũng ghi nhận các loài sau với danh pháp đang sử dụng 
- - Tanea euzona euzona (Récluz, 1844-b)
  - Tanea euzona magnifluctuata (Kuroda, 1961-a)
- Tanea lemniscata (Philippi, 1853 năm 1849-53)
- Tanea lineata (Röding, 1798)
- Tanea luculenta Iredale, 1929
- Tanea mozaica (Sowerby, 1833)
- Tanea pavimentum (Récluz, 1844-b)
- Tanea picta (Récluz, 1844)
- Tanea sagittata (Menke, 1843)
- Tanea shoichiroi (Kuroda, 1961-a)
- Tanea tabularis (Kuroda, 1961)
- Tanea tosaensis (Kuroda, 1961-a)

## Thư viện ảnh

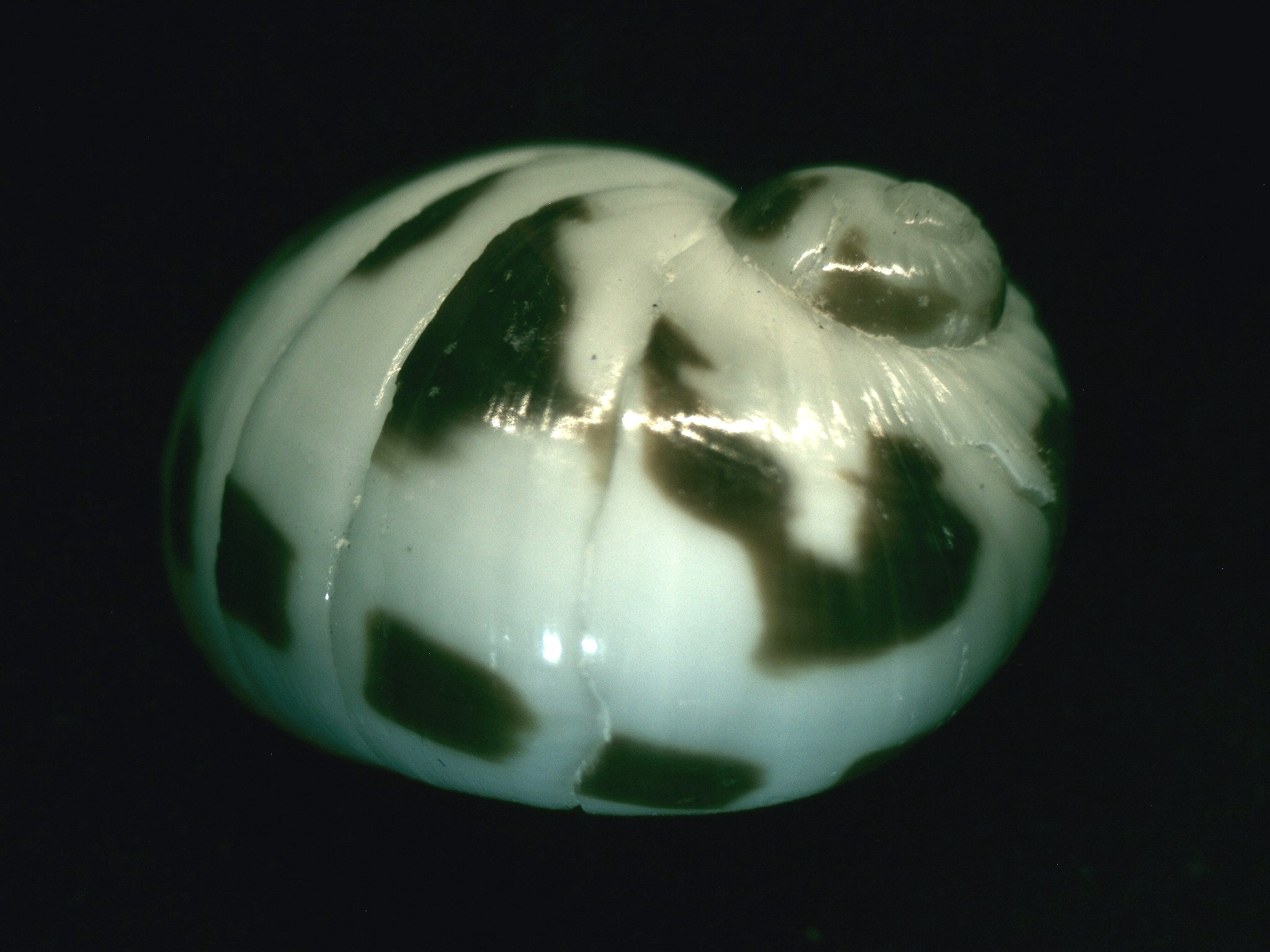
Tanea pavimentum
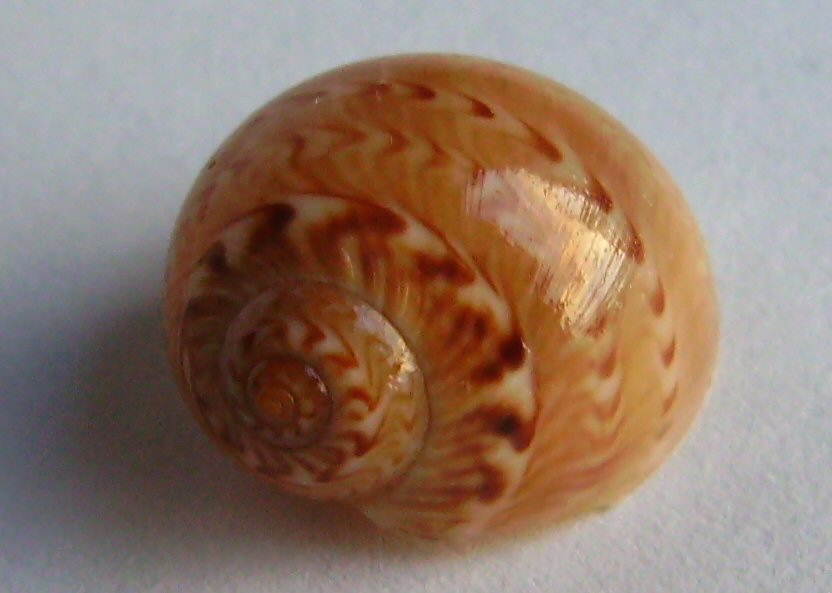
A shell of Tanea zelandica
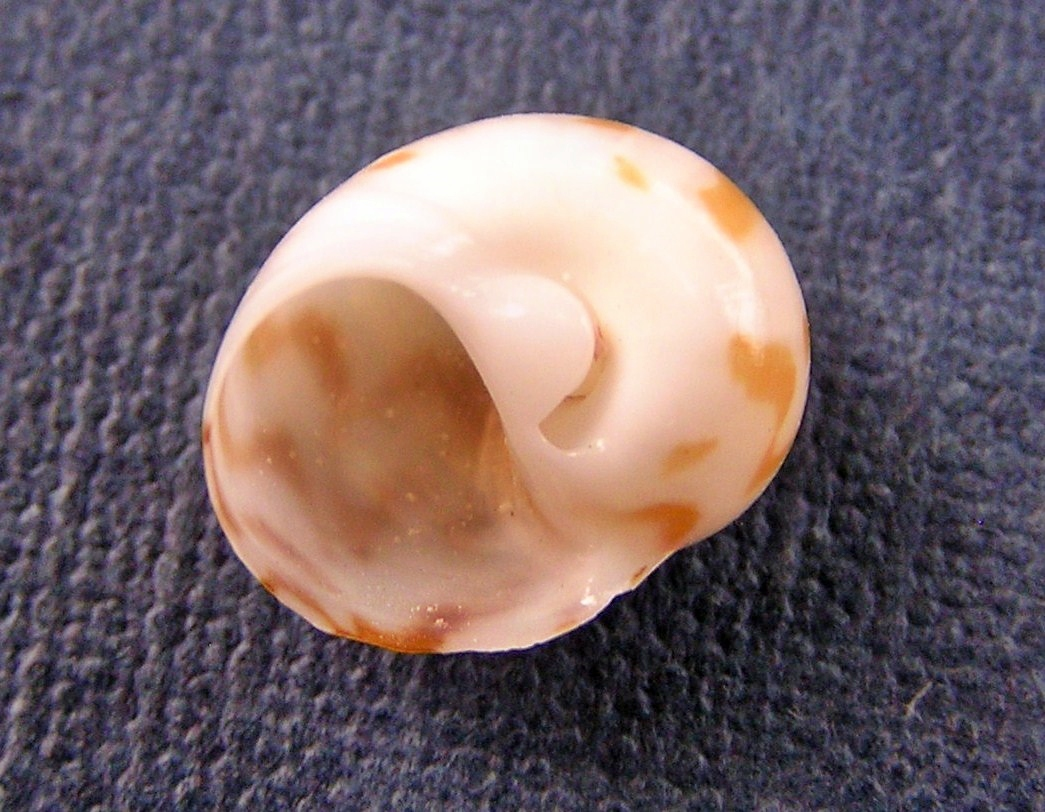
Tanea undulata, apertural view
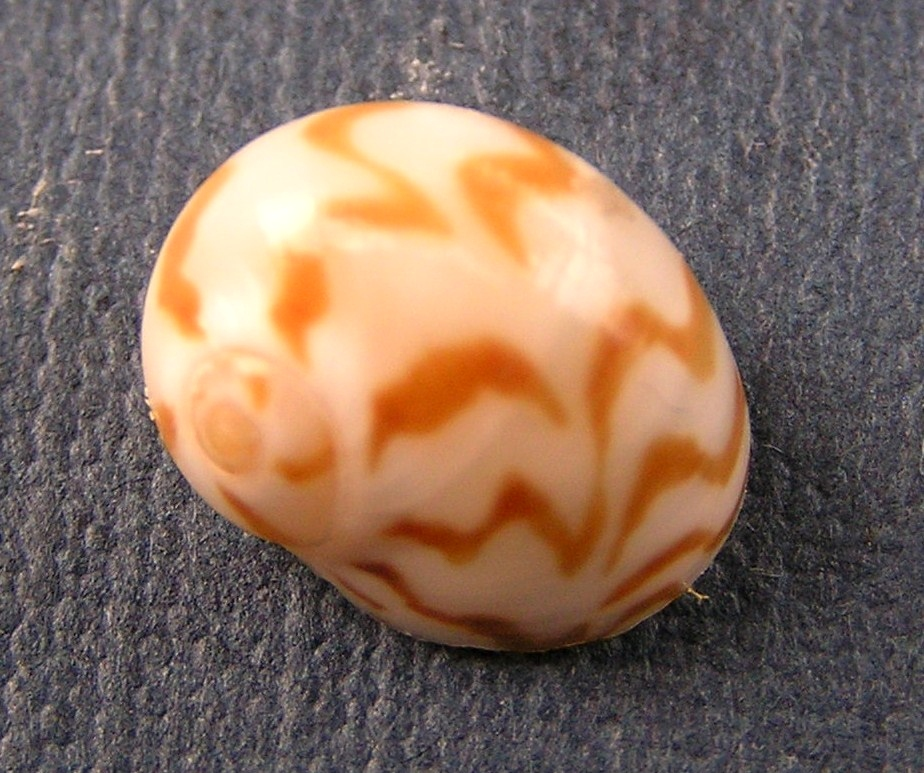
Tanea undulata, abapertural view